# Joe Louis kontra Max Schmeling

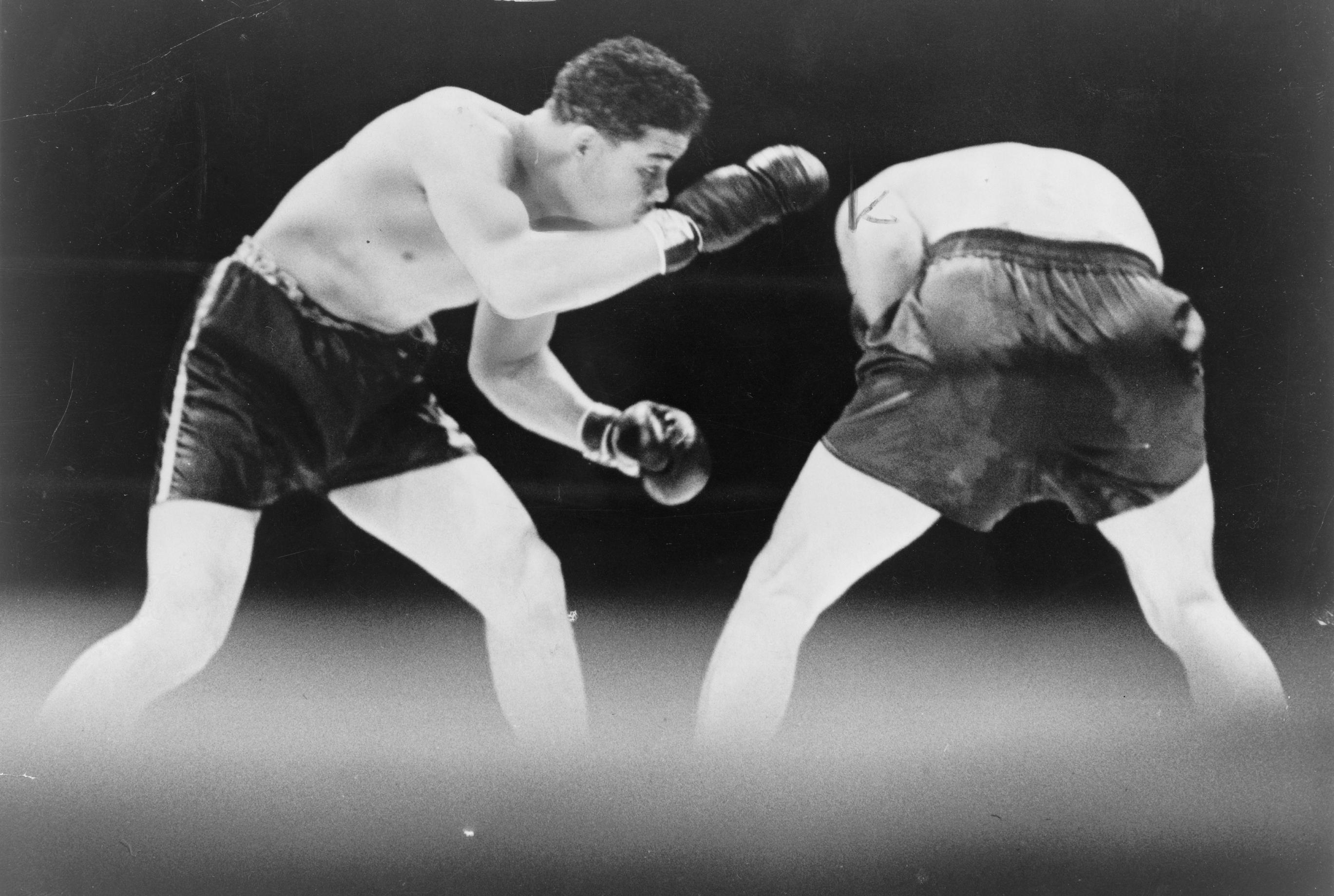
Louis i Schmeling na ringu (1936)

Joe Louis kontra Max Schmeling – dwie walki bokserskie z 1936 i 1938 roku, które odbyły się na Yankee Stadium. Pierwszą konfrontację wygrał Niemiec Max Schmeling, a dwa lata później zwyciężył Afroamerykanin Joe Louis.
Schmeling wygrał pierwszy mecz w 1936 roku przez nokaut w dwunastej rundzie. W drugiej walce w 1938 roku Louis wygrał przez nokaut w pierwszej rundzie. Pierwsza konfrontacja nie była oficjalną walką o mistrzostwo świata, lecz prestiżowym pojedynkiem mistrzów czarnej i białej rasy, co podkreślane było w ówczesnych Niemczech przez tamtejsze środki propagandy. 
Między innymi w 1938 roku w Polsce wiersz na ten temat, pod tytułem K.O., napisał Władysław Szlengel. Walkę oglądało na nowojorskim Yankee Stadium ponad 40 tys. osób. W 1938 roku doszło do rewanżu z Louisem, będącego już oficjalnym pojedynkiem o tytuł mistrza świata. Schmeling został znokautowany po zaledwie 124 sekundach walki. Dzięki swojej wygranej Louis stał się jednym z pierwszych bohaterów wśród Afroamerykanów.

## Odniesienia w kulturze
W piosence z roku 1938 Marian Hemar opisał mecz rewanżowy Louisa i Schmelinga, kończąc ją słowami:
Joj, jak tam dobrze w ty Amerycy,
Jak tam si człowiek bogaci,
U nas we Lwowi tyż w kłapacz świcą,
Ali nikt za to ni płaci.
W roku 1988 tekst przedrukowały "Szpilki".